# 哈夫洛克鎮區 (北達科他州赫廷傑縣)
哈夫洛克鎮區（英語：Havelock Township）是位於美國北達科他州赫廷傑縣的一個鎮區。

## 地方資料
哈夫洛克鎮區的面積為92.16平方千米，當中陸地面積為92.14平方千米，而水域面積為0.02平方千米。根據2020年美國人口普查的數據，當地共有人口21人，而人口密度為每平方千米0.23人。